# Liste des députés des départements français des Pays-Bas
Cette page liste l'ensemble des députés français élus des anciens départements français des Pays-Bas.
- Haut – A
- B
- C
- D
- E
- F
- G
- H
- I
- J
- K
- L
- M
- N
- O
- P
- Q
- R
- S
- T
- U
- V
- W
- X
- Y
- Z

## C
- Jacob Jan Cambier
- Eppo Cremers (en)

## D
- Pierre Arnold Deteleef

## G
- Abraham Gevers (de)
- Gustave Guillaume d'Imhoff
- Charles Gustave Knyphausen-Leers Von

## L
- Édouard Jacques de Lesne-Harel
- François Joseph Lilaar Van
- Otton Ernest Gelder Limburg-Stirum
- Joseph Arnould Looz-Corswaren
- Jan Hendrik van Lynden de Lunenburg (nl)

## M
- Henri Bernard Martini
- André Charles Membrède
- Jean Henri Mollerus

## Q
- Guillaume Queysen

## V
- Lamoraal Joachim Johan Rengers (nl)
- Justinius Sjuck Gerrold Van Burmania Rengers
- John Hendrik Mauritz Van Der Goes
- Jacob Van Der Sleyden
- Abraham van Doorn van der Boede
- Jasper Van Galen
- Charles Henri Van Grasveld
- Henri Van Royen
- Jean Diederick Van Tuyll de Serooskerken
- Carel Henryk Verhuell de Sevenaar

## W
- Pieter Hieronymus Westreenen van Themaat